# Платёж

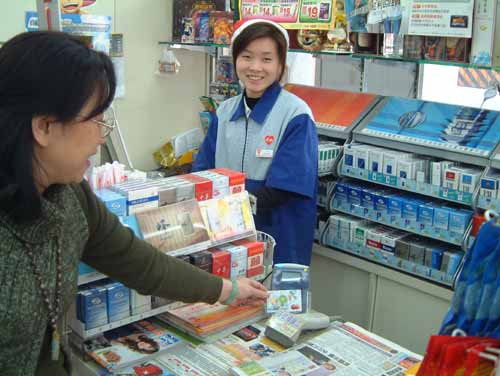
Оплата покупки с помощью пластиковой карты

Платёж (синонимы: плата, уплата, оплата, расчёт) — 
1. выдача денег по какому-нибудь обязательству;
2. передача имущества от должника к кредитору по исполнению обязательства;
3. расчёт за купленный товар или полученную услугу посредством обмена соответствующего количества денег на товар.

Платежи осуществляются в натуральной или денежной форме. Субъектами платежей являются государство, юридическое и физическое лицо.

## Виды платежей
Наличный платёж — операции с денежной наличностью, которые проводятся физическими и юридическими лицами. Как правило, эти расчёты меньше по объёму по сравнению с безналичными расчётами. Размер наличного расчёта обычно устанавливается в законодательном порядке. К наличному расчёту относятся также выплаты предприятий, организаций, учреждений населению в виде заработной платы, стипендий, пенсий, пособий; поступления из финансовой системы; денежные расходы населения на товары и услуги; платежи финансовой системе. Государство в лице центрального банка и министерства финансов организует и контролирует налично-денежный оборот и расчёты по нему. В международной торговле расчёт наличными осуществляется чеками, переводами, аккредитивами, инкассо.
Безналичный платёж — платёж, осуществляемый между продавцом и покупателем при помощи банка путём перечисления денежных средств с банковских счетов.
Безналичный платёж может быть отправлен с помощью систем денежных переводов. При таком виде платежа для перевода денежных средств как продавцу так и покупателю не обязательно иметь банковский счет.
Платёж электронными деньгами — платёж, осуществляемый при помощи платёжных систем электронных денег.
СМС-платёж — это списание денег со счёта мобильного телефона за покупки или услуги.
Бесконтактные платежи предоставляют возможность оплачивать оплачивать покупки без контакта с помощью банковской карты или мобильного устройства. В 2019 году Россия заняла первое место по количеству проводимых бесконтактных платежей при помощи телефонов по результатам исследований международной консалтинговой компании BCG.
Обязательный платёж — налоги, сборы и иные обязательные взносы, уплачиваемые в бюджет соответствующего уровня бюджетной системы Российской Федерации и (или) государственные внебюджетные фонды в порядке и на условиях, которые определяются законодательством Российской Федерации, в том числе штрафы, пени и иные санкции за неисполнение или ненадлежащее исполнение обязанности по уплате налогов, сборов и иных обязательных взносов в бюджет соответствующего уровня бюджетной системы Российской Федерации и (или) государственные внебюджетные фонды, а также административные штрафы и установленные уголовным законодательством штрафы.
Необязательный (добровольный) платёж — страховые, членские, профсоюзные и другие взносы, не относящиеся к обязательным платежам.
Отсроченный платёж — платёж, перенесённый на более поздний период времени.
Платёж с рассрочкой — платёж, осуществляемый не полной суммой, а по частям, в соответствии с согласованным между плательщиком и получателем платежа графиком платежей. Основные принятые в деловом обороте графики платежей: регрессивный, сезонный, аннуитетный.
Нетоварный платёж — платёж по перечислению налогов и других платежей в бюджет; взносы на социальное страхование и пенсионное обеспечение; переводы заработной платы и других платежей, принадлежащих гражданам, на вклады в банк и т. д.
Таможенный платёж — обязательный платёж, который взимается таможенными органами при перемещении товара через границу.
Виды таможенных платежей:
- Ввозная таможенная пошлина;
- Вывозная таможенная пошлина;
- Налог на добавленную стоимость;
- Акциз;
- Таможенные сборы;
- Специальные, антидемпинговые и компенсационные пошлины.

## Платёжные средства и документы
Основными платёжными средствами являются наличные деньги (банкноты и монеты). Безналичные расчёты осуществляются с помощью платёжных документов — ценных бумаг (чеков, векселей и аккредитивов), а также банковских карт (кредитных и дебетовых).

## Подтверждение платежа
В качестве документа подтверждающего осуществление платежа может выступать кассовый чек.